# C-Netz

Logo

Logo im Design der Telekom

C-Netz-SIM-Karte („Telekarte“) der Deutschen Telekom von 1996

Das C-Netz (Funktelefonnetz-C) war ein analoges, zellulares Mobilfunknetz der deutschen DeTeMobil (früher Deutsche Bundespost Telekom), betrieben von 1985 bis 2000.
Es war die dritte und letzte Generation analoger Funktelefonnetze in Deutschland und stellte ferner das einzige analoge Mobilfunknetz dar, das in Deutschland zur kommerziellen Nutzung betrieben wurde. Bei den ebenfalls analogen A- und B-Netzen handelte es sich im engeren Sinne nicht um Mobilfunknetze, da sie technisch nicht in der Lage waren, einen automatischen Zellwechsel durchzuführen und es dadurch auch nicht möglich war, ein laufendes Gespräch beim Verlassen des Sendebereiches über eine andere Basisstation fortzuführen. Wird von analogem Mobilfunk bzw. 1G-Mobilfunk gesprochen, so sind damit das C-Netz und vergleichbare Technologien gemeint, die zur damaligen Zeit in anderen Ländern zum Einsatz kamen. Die Bezeichnung Mobilfunk kommt von daher, dass es den Nutzern ermöglicht wurde, sich innerhalb des Netzes ohne technische Einschränkungen frei bewegen zu können.
Das C-Netz wurde nur in Deutschland, Portugal und Südafrika – basierend auf dem C-450-Standard – eingesetzt. Andere Länder in Europa (wie zum Beispiel das C-Netz in Österreich oder das Natel C in der Schweiz) nutzten andere Standards wie NMT (NMT-450) und TACS. Diese Heterogenität verhinderte ein internationales Roaming der Nutzer und war eine der Hauptmotivationen, mit der Entwicklung von GSM zu beginnen. Das C-Netz wurde primär für telefonische Kommunikationsanwendungen (Autotelefonnetz) mit Zugang zum Telefonnetz und ISDN konzipiert.

## Geschichte
Das C-Netz wurde im Jahre 1984 (offiziell 1985) in Deutschland eingeführt und ersetzte das umständlich zu handhabende B- bzw. B2-Netz. Es war auf Deutschland, Portugal und Südafrika beschränkt, hatte zunächst jedoch einen höheren Verbreitungsgrad als die digitalen Netze bei deren Einführung mit dem D-Netz 1991. Wegen der anfänglich besseren Erreichbarkeit besonders in ländlichen Gebieten war das C-Netz bei Autotelefonen noch bis Mitte der 90er Jahre erste Wahl. Auch auf Seeschiffen in Küstennähe Deutschlands war ein C-Netz-Gerät an Bord lange Quasi-Standard.
Während der Zeit der deutschen Wiedervereinigung 1990 konnten westdeutsche Besitzer von C-Netz-Telefonen bei Aufenthalten in Ost-Berlin ihr Telefon benutzen und ersparten sich die zeitraubende Zuweisung eines Ferngespräches im DDR-Festnetz.
Eine flächendeckende Versorgung wurde in Großzellen (Radius etwa 15–20 km) und Kleinzellen (2–3 km) in den Ballungsräumen erreicht. Bei der Einführung des C-Netzes bestand das Netz aus zwei Funkvermittlungsstellen und 175 Funkzonen beziehungsweise Funkfeststationen. Das C-Netz konnte (im Endausbau) etwa 800.000 Teilnehmer aufnehmen. Aktivierte Funkverbindungen wurden beim Wechsel der Funkzelle weitergereicht (Handover). Der C-Netz-Teilnehmer war im gesamten Versorgungsbereich unter einer einheitlichen Zugangskennzahl (0161) und Funkrufnummer erreichbar. Am 31. Dezember 1988 gab es bundesweit bereits 98.762 und im Land Berlin 2.076 C-Netz-Teilnehmer. Neben der begrenzten Teilnehmeranzahl des C-Netzes waren auch die vergleichsweise geringe Sprachqualität und das hohe Abhörrisiko Kritikpunkte am C-Netz. Es gab die sogenannte Sprachverschleierung, das war aber lediglich eine spektrale Invertierung des Sprachbandes, die mit geringem technischen Aufwand rückgängig gemacht werden konnte. Bei schlechten Verbindungen konnte der Benutzer diese ausschalten und damit die Verständlichkeit erhöhen.

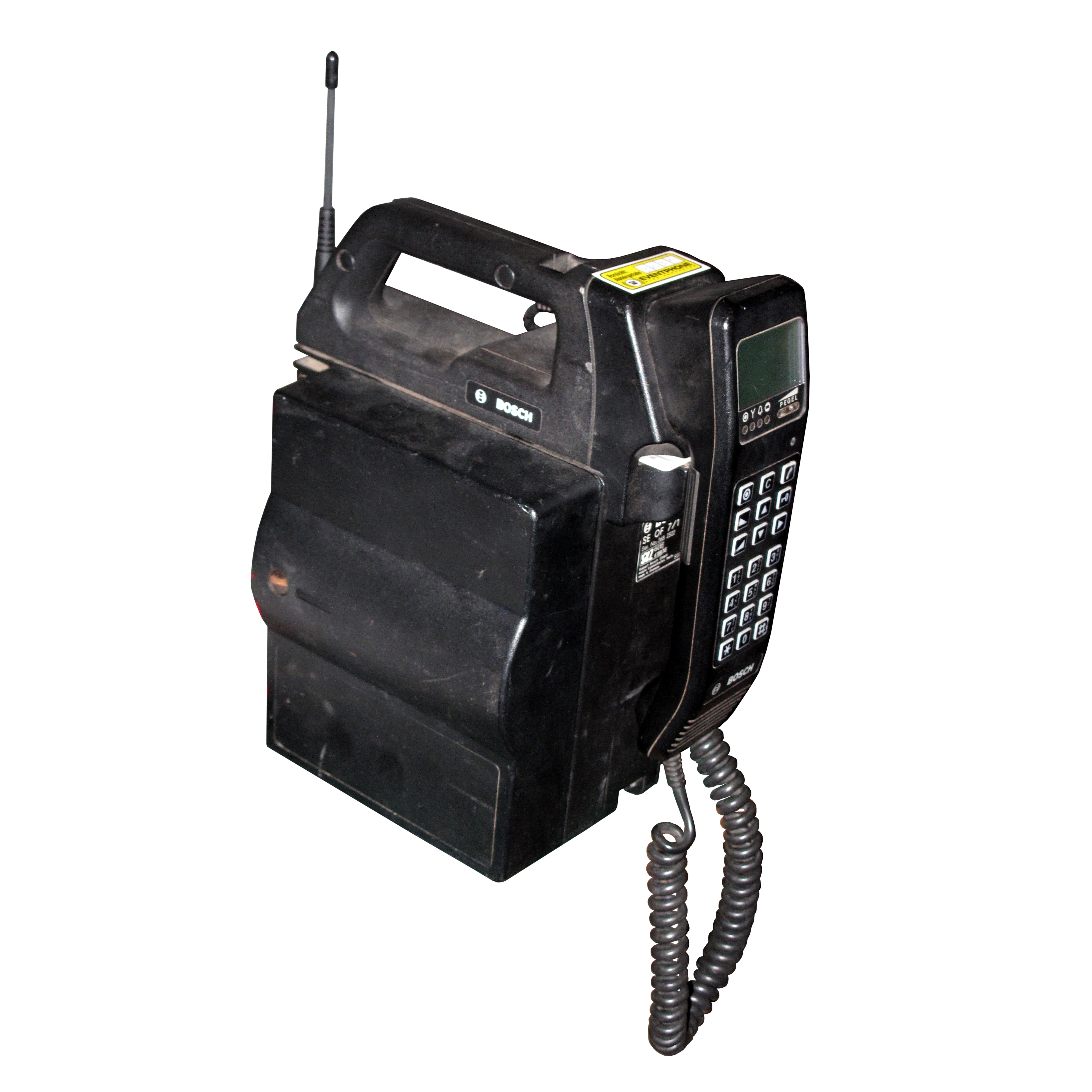
Transportables C-Netz-Telefon

Das C-Netz-System unterstützte als erstes System die Trennung von Teilnehmeridentität und Endgerät. Die Teilnehmeridentität bzw. die Zugangsberechtigung waren auf einer Magnetkarte codiert. Das heißt, durch Einschieben dieser Karte wurde ein beliebiges Mobiltelefon einem Nutzer zugeordnet. 1988 wurde der Magnetstreifen durch die TeleKarte mit integriertem Mikrocontroller ersetzt. Damit war dieses Konzept der Vorläufer der heute bekannten SIM-Karte.
Für die damalige Zeit ungewöhnlich waren auch die funktional reich bestückten Hörer, die alle Bedienelemente, LC-Display und LEDs besaßen. Das Tastenset war gemäß der CCITT-Empfehlungen aufgebaut und die weitere Mensch-Maschine-Schnittstelle war nach einer FTZ-Richtlinie für alle Hersteller geregelt, so dass der Nutzer keine gerätespezifischen Umstellungsschwierigkeiten hatte, sondern grundsätzlich Zustände wie: eingebucht, verbunden oder Sprachverschleierung eingeschaltet in bekannter Form angezeigt bekam.
Das C-Netz bot im Vergleich zu den dahin bekannten analogen Mobilnetzen eine Handover-Funktion, die nicht nach der Feldstärke gesteuert wurde, sondern von der relativen Entfernung zur Basisstation. Damit waren Handover auch schon unter besten Funkbedingungen möglich, was bei der Netzplanung und der Verdichtung der Frequenzwiederholung ein sehr nützliches Merkmal war. Auch wurde damit die Gleichkanalstörwahrscheinlichkeit deutlich reduziert. Um die relative Entfernungsmessung unterstützen zu können, war jedoch zusätzlicher technischer Aufwand nötig, nämlich eine zeitliche Synchronisation aller Basisstationen zueinander. Um das bundes- bzw. netzweit zu realisieren, besaß jede Basisstation spezifische Sender und Empfänger für Synchronisationssignale.
Gegenüber dem A-Netz und B-Netz gab es im C-Netz viele bahnbrechende Neuerungen, z. B.:
- Gemeinsame Vorwahl (0161-) für alle Mobil-Teilnehmer, man brauchte im Gegensatz zum A- und B-Netz nicht mehr zu wissen, wo sich der Teilnehmer aufhielt
- Unterbrechungsfreier Wechsel von einer Funkstation zur nächsten (Handover)
- Verschleierung des (analogen) Funksignals erschwerte unberechtigtes Abhören
- Neben Festeinbau-Geräten auch herausnehmbare oder sogar tragbare Geräte (Mobiltelefon) möglich
- Größere Kapazität von bis zu 850.000 Teilnehmern (A-Netz 10.500, B-Netz 27.000)
- Seit Ende 1990 Anrufbeantworter und Rufumleitung als Netzmerkmal (bis dahin nur als Hardware-Zubehör)

Der Betrieb des C-Netzes, das am 1. Mai 1985 startete, wurde am 31. Dezember 2000 eingestellt. Bis in die letzten Jahre des Netzes verkaufte die Deutsche Telekom noch Verträge für das nun C-Tel genannte System. Die Tarife waren meist günstiger als die im digitalen Mobilfunk.

## Railnet (Deutsche Bahn/T-Mobile)
Ab 2010 wurden die Frequenzen des C-Netzes (bei 450 MHz) für Railnet (Internet im Zug) genutzt. Die Telekom, die das C-Netz bis ins Jahr 2000 betrieb, beteiligte sich mit ihrer Tochter Telekom Deutschland bei Railnet. Insgesamt waren im Jahr 2010 rund 150 Stationen bundesweit auf Sendung, es handelt sich um Anlagen von Qualcomm, Typ RR2000. Damit war eine Abdeckung der Bahnlinien Dortmund – München und Frankfurt am Main – Hamburg gewährleistet.
Seit Oktober 2018 ist diese Technik nicht mehr im Betrieb. Der Internetzugang in den Zügen wird aufgrund der gesteigerten Erfordernisse an die Bandbreite mittels der öffentlichen UMTS- (bis 2021) und LTE-Mobilfunknetze sichergestellt.

## Infrastruktur-Nachbildung
Das Hobbyprojekt Osmocom-Analog ermöglicht neben den meisten gängigen alten analogen Mobilfunkstandards auch die Nachbildung der C-Netz-Infrastruktur mit einem üblichen Linux-PC und einem Software Defined Radio. So können alte Geräte dieser Ära wieder zu Testzwecken in Betrieb gesetzt werden. Anrufe zweier Geräte untereinander sind damit möglich. Allerdings ist der Betrieb an Antennen in Deutschland nicht gestattet, somit sind nur Versuche unter Laborbedingungen an künstlichen Antennen bzw. verkabelt über Dämpfungsglieder erlaubt.

## Technische Daten
- Frequenzbereich: 70-cm-Band

Unterband (Teilnehmer) 451,30–455,74 MHz
Oberband Funkfeststation (FuFst), Funkkonzentrator 461,30–465,74 MHz
- Sendeleistung:

Feststation: max. 25 Watt
Teilnehmer: max. 15 Watt (Kfz-Einbauversion)
- Beide Leistungen automatisch um bis zu 35 dB herabsetzbar

- 222 Funkkanäle
- 287 Funkkanäle ab 1991 durch Frequenzrasterumstellung von 20 kHz auf 12,5 kHz und 10 kHz
- Übertragung von Signalisierungsdaten durch Unterteilen des Audiosignals in jeweils 12,5 ms lange Audioblöcke und deren 10%ige, zeitliche Kompression, um in die so entstandenen, 1,25 ms langen Lücken 4-Bit-Datentelegramme einzufügen
- Audiomodulation: Phasenmodulation 14F3
- Datenmodulation: binäre Frequenzumtastung